# Altoona, Wisconsin
Altoona là một thành phố thuộc quận Eau Claire, tiểu bang Wisconsin, Hoa Kỳ. Năm 2000, dân số của thành phố này là 6698 người.